# Henry Woodward (Geologe)

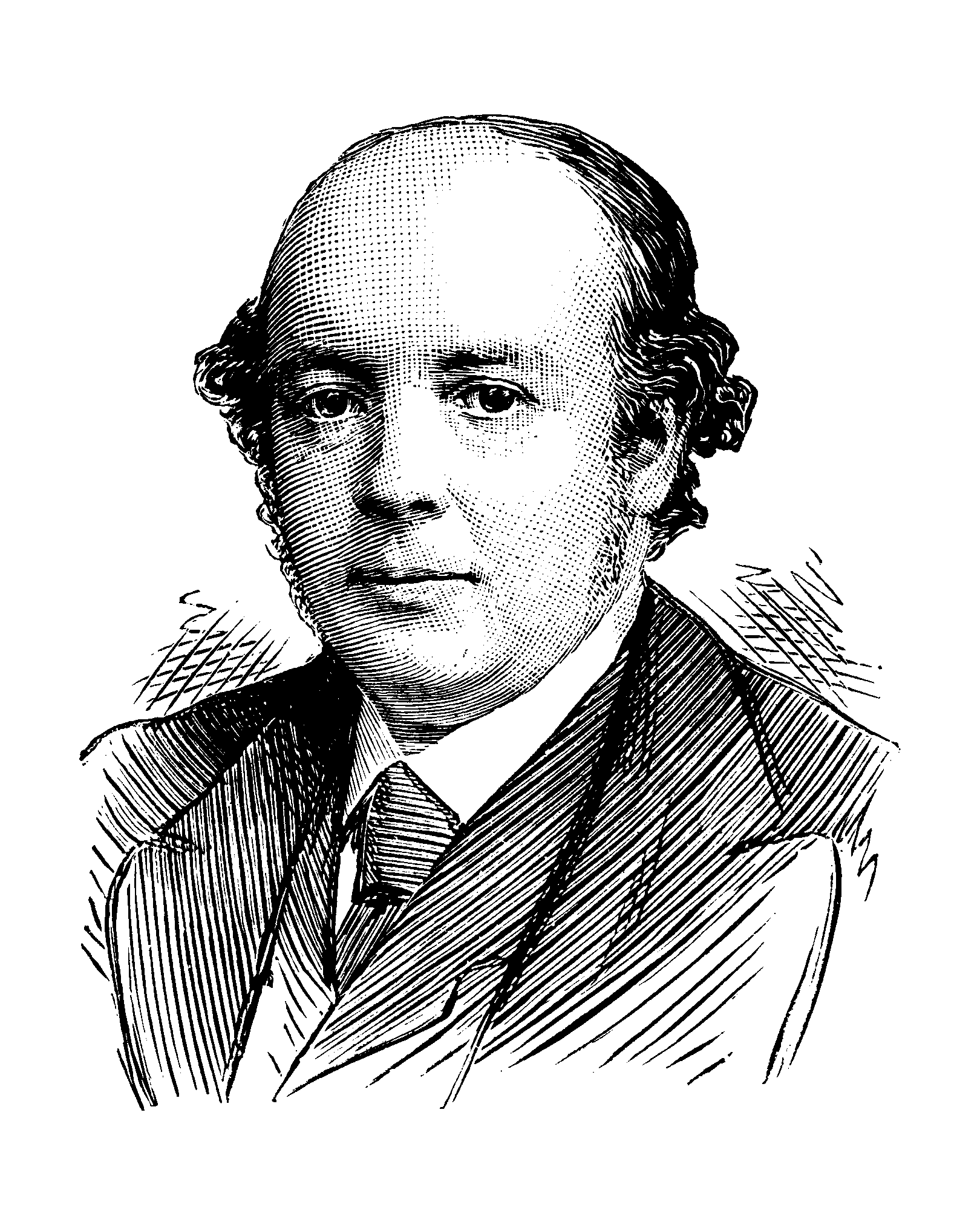
Henry Woodward

Henry Bolingbroke Woodward (* 24. November 1832 in Norwich; † 6. September 1921 in Bushey, Hertfordshire) war ein britischer Geologe und Paläontologe.

## Leben und Wirken
Sein Vater Samuel Woodward war ein angesehener Amateur-Geologe, der Bankangestellter in Norwich war und über historische (antiquarische) Themen und die Geologie Norfolks publizierte. Einer der Brüder von Woodward war der Bibliothekar von Windsor Castle und Historiker Bernard Bolingbroke Woodward (1816–1869).
Woodward wurde 1858 Assistent in der Abteilung Geologie des Britischen Museums, wo schon sein Bruder Samuel Pickworth Woodward arbeitete, und leitete von 1880 bis 1901 die Abteilung als Chef-Kustode.
Er schrieb Monographien über fossile britische Pfeilschwanzkrebse (1866–1878) und Trilobiten des Karbon (1883–1884).
Er war 1865 bis 1918 Herausgeber des Geological Magazine, das er 1864 gemeinsam mit Thomas Rupert Jones gründete.

## Ehrungen
Am 12. Juni 1873 wurde Woodward als Mitglied („Fellow“) in die Royal Society gewählt. Er ist Ehrendoktor (LL.D.) der University of St Andrews (1878). Woodward war 1894 bis 1896 Präsident der Geological Society of London, deren Murchison-Medaille er 1884 und deren Wollaston-Medaille er 1906 erhielt. Er war auch Präsident der Palaeontographical Society, der Macalogical Society, der Geologists Association, der Royal Microscopical Society und der Museums Association.

## Schriften (Auswahl)
- A monograph of the British fossil Crustacea, belonging to the order Merostomata. Palaeontographical Society, London 1866–1878 (Digitalisat).
- A monograph of the British Carboniferous Trilobites. Palaeontographical Society, London 1883–1884 (Digitalisat).
- Guide to the collection of fossil fishes in the Department of Geology and Palaeontology, British Museum (Natural History). London 1885 (Digitalisat).
  - 2. Auflage, London 1888 (Digitalisat).
  - 7. Auflage, London 1896 (Digitalisat).
- A monograph of the British Palaeozoic Phyllopoda (Phyllocarida, Packard). Palaeontographical Society, London 1888–1899 (Digitalisat) – mit Thomas Rupert Jones.
- A guide to the fossil reptiles and fishes in the Department of Geology and Palaeontology. British Museum (Natural History), London 1896 (Digitalisat).